# Leco
Les Leco sont une ethnie amérindienne de l'Amazonie bolivienne établie au centre du département de La Paz en Bolivie. En raison de leur acculturation et de leur mélange avec les populations andines environnantes, il est difficile d'estimer avec précision leur nombre; une étude de 2001 cite un chiffre de 132 personnes mais, une autre datant de 2004 en mentionne 2700. Leur langue, le leko  est un isolat qui n'est pratiquement plus pratiquée.
Durant la période précolombienne, les Leco maintiennent des relations avec les Incas. Pendant la période coloniale, ils entrent en conflit avec les grands propriétaires cocaleros de la région des Yungas. Entre les XVII et XVIIIe, les franciscains, les dominicains et les augustins tentent de les regrouper au sein de missions, un résultat finalement obtenu par les augustins.
Ils sont de nos jours présents  dans les municipios de Guanay et d'Apolo au nord de La Paz. Leurs principales activités sont la riziculture, la culture du maïs, du manioc, des agrumes et du cacao. Ils travaillent aussi le bois et beaucoup de jeunes travaillent dans des entreprises minières.
Leur organisation est syndicale, certains d'entre eux sont affiliés à des syndicats de colons. Cependant, depuis les années 1990 a émergé en leur sein deux organisations à caractère ethnique, l'une à Apolo, l'autre à Larecaja. Ils disposent de deux territoires en propriété collective.